# Joseph-Louis-Camille de Beaupoil de Saint-Aulaire
Pour les autres membres de la famille, voir Famille de Beaupoil de Saint-Aulaire.
Joseph-Louis-Camille de Beaupoil, comte de Saint-Aulaire (25 mars 1810 à Paris - 1er juillet 1896 à Périgueux), est un homme politique français.

## Biographie
Fils de Louis de Sainte-Aulaire et propriétaire à Nontron, il doit à la situation considérable de sa famille et particulièrement de son père, alors ambassadeur de France en Angleterre, le poste de secrétaire d'ambassade à Vienne.
Il est élu député, le 9 juillet 1842, par les électeurs du 5e collège de la Dordogne (Nontron). 
Il siège parmi les conservateurs, et vote sans cesse avec eux, notamment pour l'indemnité Pritchard, contre les projets de réforme électorale, et contre les incompatibilités.